# 白山 (亞利桑那州)
白山（英語：White Hills）是位於美國亞利桑那州莫哈維縣的一個人口普查指定地區。根據2010年美國人口普查，該地共人口500人，而該地的面積約為134.48平方千米。

## 地理
白山的座標為35°44′17″N 114°23′51″W / 35.73806°N 114.39750°W，而該地最高點為海拔高度851米（即2792英尺）。